# Acute promyelocytenleukemie
Acute promyelocytenleukemie is een subtype van acute myeloïde leukemie (AML) en betreft kanker die bloed en beenmerg aantast. Het staat ook bekend als acute progranulocyten leukemie, APL, AML with t(15;17)(q24;q21), PML-RARA en varianten FAB subtype M3 en M3 variant.
In geval van APL is er een afwijkende toename van onvolgroeide granulocyten, promyelocyten geheten.  De aandoening wordt gekarakteriseerd door een chromosoomtranslocatie betrekking hebbend op het retinoic acid receptor alpha (RARα or RARA) gen en verschilt van andere AML-vormen in de respons op all trans retinoic acid (ATRA) therapie.
Acute promyelocytenleukemie werd in 1957 voor het eerst beschreven.
Van de 50'er jaren tot het ophelderen van de ontwikkelingsmechanismen in de 70'er jaren had APL 100% mortaliteit aangezien er geen effectieve behandeling bestond. 